# Otnes (Rendalen)
Otnes este o localitate din comuna Rendalen, provincia Hedmark, Norvegia, cu o suprafață de 0,47 km² și o populație de 278 locuitori (2013).